# Horatio Bryan Donkin

Horatio Bryan Donkin (1902). Ölgemälde von Cyrus Johnson (1848–1925)

Sir Horatio Bryan Donkin (geboren am 1. Februar 1845 in Blackheath, Kent; gestorben am 26. Juli 1927 in London) war ein britischer Arzt und Neurologe.

## Leben
Horatio Bryan Donkin war er älteste Sohn des Ingenieurs Bryan Donkin. Er besuchte die „Blackheath Proprietary School“ und das „The Queen’s College“ in Oxford. 1867 wurde er dort graduiert. Er studierte Medizin am „St. Thomas’s Hospital“  der University of Oxford (Bachelor of Medicine 1873). Im Dezember 1871 erhielt er den Master of Arts und 1873 den M.D. Ab 1874 las er über Klinische Medizin am Westminster Hospital. 1880 wurde er Mitglied der F.R.C.P. 1893 verfasste er sein Werk „The diseases of childhood“, das gleichzeitig in London und New York verlegt wurde. Er unterrichtete auch Medizin an der „London School of Medicine for Women“. 1898 wurde er zum Kommissioner des Gefängniswesens ernannt. 1911 wurde er zum Ritter geschlagen und Honorary Royal College of Psychiatrists.
In erster Ehe war er mit Augusta, Tochter des Grafen di Langhi verheiratet. In zweiter Ehe mit Marie, Tochter von William Reston aus North Carolina. Er wurde auf dem Nunhead Cemetery begraben.
Er war der behandelnde Arzt von Eleanor Marx, Jenny Marx und Karl Marx. Donkin nahm an der Beerdigungsfeier für Marx am 17. März 1883 auf dem Highgate Cemetery teil.

## Werke
- A Note on Thought-Reading. In: Popular Science Monthly. Bans 21. September 1882. Digitalisat
- Hrsg.: The Westminster Hospital reports. J. & A. Churchill, London 1885 ff.
- The dangers of medical specialism. In: Fortnightly review. 1885, July, S. 67–78.
- The diseases of childhood, medical. Charles Griffin, London 1893. Digitalisat
- On inheritance of mental characters. Delivered before the Royal College of Physicians of London. Adlard and Son, Bartholomew Press, London 1910. (=The Harveian Oration)
- Edward Birchall Sherlock: The Feeble-Minded. A guide to study and practice. With an introductory note by Sir H. B. Donkin. Macmillan & Co., London 1911.
- Charles Mercier: Crime & criminals. Being the jurisprudence of crime, medical, biological, and psychological. With an introduction by Sir Bryan Donkin. University of London Press, London 1918.
- George Archdall O’Brien Reid: Prevention of Venereal Disease. With an introductory chapter by Sir H. Bryan Donkin. William Heinemann, London 1920.
- Peter Macbride: Psycho-analysts Analysed. With an introduction by Sir H. Bryan Donkin. William Heinemann, London 1924.
- The Samuel Wilks Fifteen Club. A record from its Foundation in February 1885, to May 27, 1926. J. Ball, London 1926.

### Briefe
- H. B. Donkin an Marx 9. März 1881.[9]
- H. B. Donkin an Marx 31. März 1881.[10]
- H. B. Donkin an Friedrich Engels 10. Dezember 1883.[11]
- H. B. Donkin an Friedrich Engels 14. November 1884.[12]